# Monetazione seleucide
La monetazione seleucide è costituita dalle monete emesse dall'Impero seleucide, che nel periodo di massima espansione si estendeva su una regione che andava dal Mar Mediterraneo all'Oceano Indiano e comprendeva parte dell'Anatolia, la Siria, la Mesopotamia e la Persia. Nacque dopo la morte di Alessandro Magno, quando Seleuco I, nel 312 a.C. tolse Babilonia ad Antigono I Monoftalmo; questa data dà inizio all'Era seleucide, sistema di datazione che sarà in uso per secoli nel Medio Oriente. L'impero cadde nel 63 a.C., con la conquista romana.
La monetazione seleucide rientra nella monetazione greca e, più in particolare, in quella ellenistica.  Le monete riprendevano inizialmente i tipi di Alessandro Magno.
Dato che i nomi sono spesso gli stessi e che i ritratti non sono sempre distinguibili, ci sono difficoltà per una corretta classificazione delle monete.  A partire da Antioco IV (Epiphanes), nelle monete si iniziano a usare i titoli e la classificazione diviene più certa.

## Classificazione
Esistono vari testi utilizzati per classificare le monete dei seleucidi.
- "The Seleucid Mint of Antioch", in genere abbreviato come SMA. Compilato da Edward T. Newell nel 1917. È stato pubblicato nel volume 51 dell'American Journal of Numismatics. Considera, come indica il nome solamente le monete coniate ad Antiochia. È abbreviato come SMA oppure con il cognome dell'autore (Newell) e il numero.
- Lo stesso autore .. "The Coinage of Eastern Seleucid Mints, from Seleucos I to Antiochus III", abbreviato come ESM. Pubblicato dall'American Numismatic Society nel 1938 nella collana Numismatic Studies, come volume n. 1, ne è stata pubblicata una nuova edizione rivista da Otto Mørkholm nel 1978. Espone lo studio dei conii. Sempre

## Contesto storico

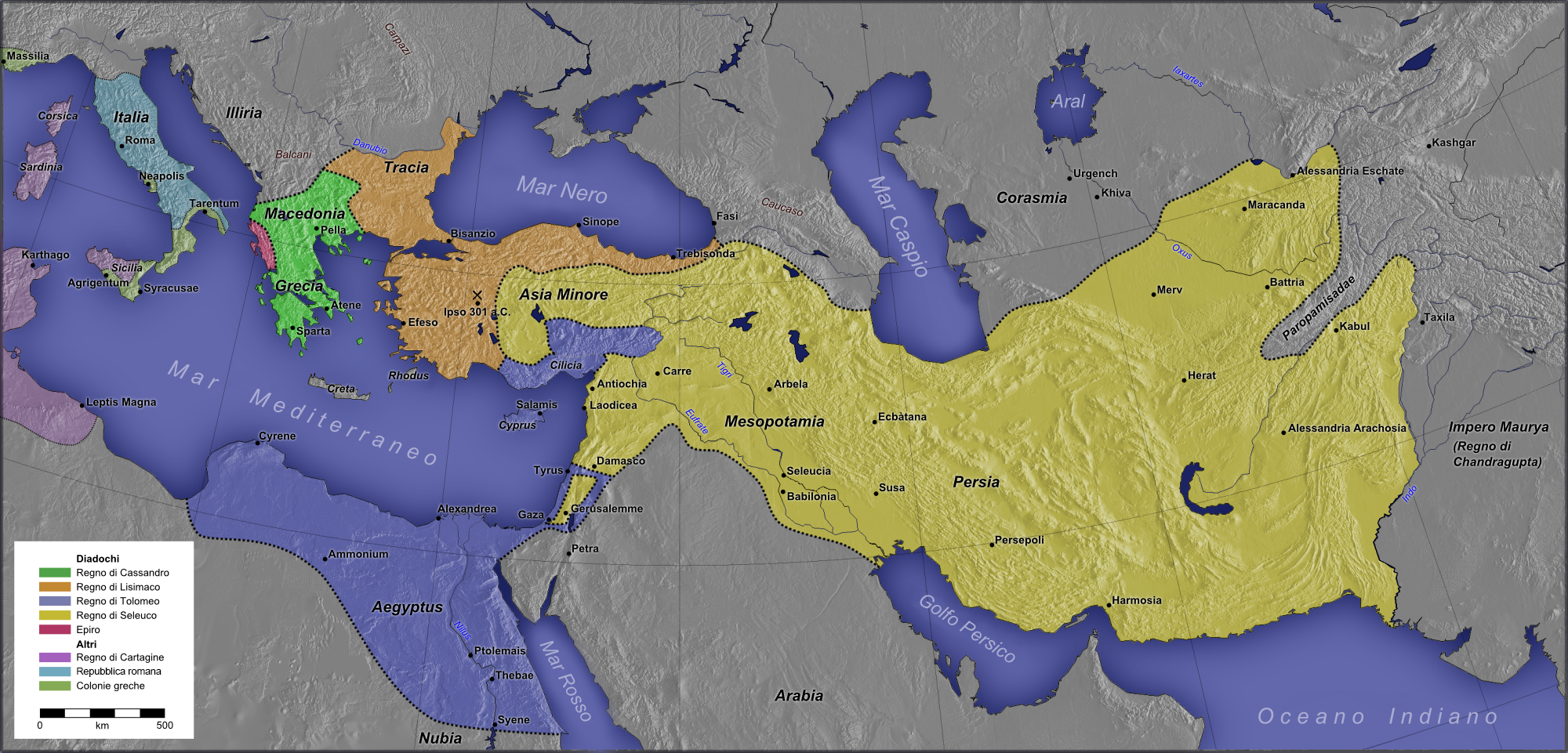
In giallo l'impero seleucide

I Seleucidi regnarono sulla parte più orientale dei territori conquistati da Alessandro Magno: Mesopotamia, Siria, Persia e Anatolia. La dinastia, fondata da Seleuco I, da cui prende il nome, consolidò il proprio potere nel 312 a.C. quando il fondatore tolse Babilonia ad Antigono I Monoftalmo. L'impero cadde nel 63 a.C., con la conquista romana.
Nei secoli si susseguirono una trentina di sovrani, che coniarono tutti le loro monete.

## Contesto monetario
La monetazione si basò inizialmente sulle monete di Alessandro Magno, che a sua volta era basata sulla monetazione di Atene e quindi sul piede attico, che era incentrato su tetradracma da 17,2 grammi, suddiviso in 4 dracme. Furono attive molte zecche con diverse emissioni. Ci furono molte emissioni in argento. 

## Denominazioni
Furono coniati stateri in oro da circa 8,55 grammi e darici con un piede leggermente minore, circa 8,10/8,20 grammi.
Per l'argento, come già visto fu usato il piede attico, con tetradracma da 17,2 grammi, suddiviso in 4 dracme. Monete con la testa di Zeus al dritto e al rovescio Atena su un cocchio trainato da due elefanti, sono coniate con un piede fenicio, leggermente più leggero, che circolava in India prima della conquista di Alessandro Magno.
La monetazione in bronzo fu emessa con denominazione di cinque valori, in cui comunque il peso e le dimensioni variavano significativamente e sembra che non ci fosse un tentativo per uniformarle secondo uno standard, possono essere denominate in chalkus:
- tipo A = 23+ mm   = 10+ g
- tipo B = 18–23 mm = 6,77-8,63 g
- tipo C = 13–17 mm = 3,88 g
- tipo D = 12–13 mm = 1,59 g
- tipo E = 10–12 mm = 1,13 g

La monetazione d'argento di Seleuco I presenta questi tipi:
| Valore                             | denominazione | tipi                    | misure         |
| ---------------------------------- | ------------- | ----------------------- | -------------- |
| 1                                  | Obolo         | ancora o arco e faretra |                |
| 2                                  | Diobolo       | arco e faretra          |                |
| 3                                  | Emidracma     |                         | 13 mm - 1,87 g |
| 6                                  | Dracma        | ancora                  | 4,10 g         |
| 24                                 | Tetradracma   | elefante passante       |                |
| N.B. il valore è espresso in oboli |               |                         |                |

## Tipi
Le monete presentano molti tipi, compreso la figura del re con copricapo fatto da una testa di leone, oppure con Zeus in trono con scettro in una mano e l'aquila nell'altra. Le monete di bronzo normalmente non mostrano l'immagine reale, ma per lo più una divinità e in alcuni casi un toro che carica e un'ancora.
Seleuco I Nicatore fu satrapo nel 311–305 a.C. e re dal 305 al 281 a.C. È il primo re e fondatore della dinastia. Le varietà sono simili a quelle della monetazione di Alessandro Magno, con la testa di Alessandro che indossa la pelle di leone; il testo invece è ΒΑΣΙΛΕΩΣ ΣΕΛΕΥΚΩΣ (basileōs seleukōs) o ΒΑΣΙΛΕΩΣ ΣΕΛΕΥΚΟΥ (basileōs seleukou), cioè re Seleuco. Dopo il 300 è raffigurato il capo di Seleuco con uno stile simile a quello dell'altra monetazione ellenistica.
Dritto
- 1: Alessandro, Seleuco o Dioniso con elmo coperto da pelle di pantera e ornato da orecchie e corna taurine; le pelle di pantera è legata intorno al collo.
- 2: Testa di Eracle che indossa pelle di leone.
- 3: Testa di Apollo volta a destra.
- 4: Giovane Eracle.
- 5: Figura maschile nuda seduta su una roccia volta a sinistra, che tiene un ankh nella mano destra.
- 6: Dioscuri
- 7: Atena con elmo attico.
- 8: Testa alata di Medusa a destra.

Rovesci
- 1: Zeus in trono a sinistra, tiene nelle mani aquila e scettro.
- 2: Atena che avanza a destra; brandisce una lancia e tiene uno scudo.
- 3: Toro che carica a destra (sulle monete di bronzo).
- 4: Atena su elefante.
- 5: Scudo beotico tra Nike e trofeo
- 6: Protome equina volta a destra con àncora sopra.

Antioco I Sotero (co-governa dal 291, regnò nel 281–261 a.C.)
I tipi sono più o meno simili a quelli del predecessore: vi vengono raffigurati diverse divinità greche e la testa reale. Lo stile sembra che si evolva nel tempo.

## Zecche
A partire da Seleuco I, furono attive le zecche seguenti, che sono per lo più zecche preesistenti e ancora in attività durante il suo regno: Antiochia, Seleucia, Susa:, Ecbatana:, Apamea, Babilonia:, Ai-Khanum, Seleucia di Pieria, Arados, Battria, Marathus, Cizico, Lampsaco, Abido.